# SN 2008cq
SN 2008cq – supernowa typu Ia odkryta 29 maja 2008 roku w galaktyce A142109-2915. W momencie odkrycia miała maksymalną jasność 14,40m.